# Więzy krwi (serial telewizyjny 2006)
Więzy krwi (Blood Ties) – kanadyjski serial telewizyjny wyprodukowany w 2006 roku, zainspirowany książkami Tanyi Huff.

## Opis
Vicki Nelson jest policjantką, która musiała zrezygnować z pracy w wydziale zabójstw z powodu postępującej choroby oczu (Retinopatia barwnikowa). Otwiera prywatne biuro detektywistyczne i podczas pierwszego śledztwa poznaje Henry'ego Fitzroya, który, ku jej zaskoczeniu, jest wampirem. Od tej pory detektyw Nelson została specjalistą od "dziwnych", trudnych do wyjaśnienia morderstw oraz spraw kryminalnych. Podczas śledztw zawsze może liczyć na pomoc Henry'ego, który jako jej partner pomaga w dochodzeniach. Ponadto w życiu Vicki nadal pojawia się Mike Celluci – jej były partner zarówno w życiu zawodowym jak i prywatnym. W jej biurze pomaga jej Coreen, jej sekretarka i jako jedna z nielicznych wierząca w siły nadprzyrodzone młoda dziewczyna.

## Obsada
- Christina Cox jako Victoria „Vicki” Nelson
- Kyle Schmid jako Henry Fitzroy
- Dylan Neal jako Mike Celluci
- Gina Holden jako Coreen Fennel
- Françoise Yip jako Kate Lam
- Nimet Kanji jako Mohadevan
- Eileen Pedde jako Crowley
- Linda Sorenson jako dr Sagara
- Michael Eklund jako Norman Bridewell
- Keith Dallas jako Dave Graham

## Odcinki

### Seria pierwsza
| N/o | Tytuł           | Reżyseria     | Scenariusz  | Premiera         | Premiera w Polsce (AXN) |
| --- | --------------- | ------------- | ----------- | ---------------- | ----------------------- |
| 1   | Blood Price (1) | Allan Kroeker | Peter Mohan | 11 marca 2007    | 6 stycznia 2008         |
| 2   | Blood Price (2) | Allan Kroeker | Peter Mohan | 11 marca 2007    | 11 stycznia 2008        |
| 3   | Bad JuJu        |               |             | 18 marca 2007    | 20 stycznia 2008        |
| 4   | Gifted          |               |             | 25 marca 2007    | 27 stycznia 2008        |
| 5   | Deadly Departed |               |             | 1 kwietnia 2007  | 3 lutego 2008           |
| 6   | Love Hurts      |               |             | 8 kwietnia 2007  | 10 lutego 2008          |
| 7   | Heart of Ice    |               |             | 15 kwietnia 2007 | 17 lutego 2008          |
| 8   | Heart of Fire   |               |             | 22 kwietnia 2007 | 24 lutego 2008          |
| 9   | Stone Cold      |               |             | 29 kwietnia 2007 | 2 kwietnia 2008         |
| 10  | Necrodrome      |               |             | 6 maja 2007      | 9 kwietnia 2008         |
| 11  | Post Partum     |               |             | 13 maja 2007     | 16 kwietnia 2008        |
| 12  | Norman          |               |             | 20 maja 2007     | 23 kwietnia 2008        |

### Seria druga
| N/o | Tytuł                          | Reżyseria | Scenariusz | Premiera             | Premiera w Polsce (AXN) |
| --- | ------------------------------ | --------- | ---------- | -------------------- | ----------------------- |
| 13  | DOA                            |           |            | 12 października 2007 |                         |
| 14  | Wild Blood                     |           |            | 19 października 2007 |                         |
| 15  | 5:55                           |           |            | 26 października 2007 |                         |
| 16  | Bugged                         |           |            | 2 listopada 2007     |                         |
| 17  | The Devil You Know             |           |            | 9 listopada 2007     |                         |
| 18  | Drawn and Quartered            |           |            | 16 listopada 2007    |                         |
| 19  | Wrapped                        |           |            | 23 listopada 2007    |                         |
| 20  | The Good, the Bad and the Ugly |           |            | 30 listopada 2007    |                         |
| 21  | We'll Meet Again               |           |            | 30 listopada 2007    |                         |
| 22  | Deep Dark                      |           |            | 7 grudnia 2007       |                         |